# Nicolae Iosif Camilli

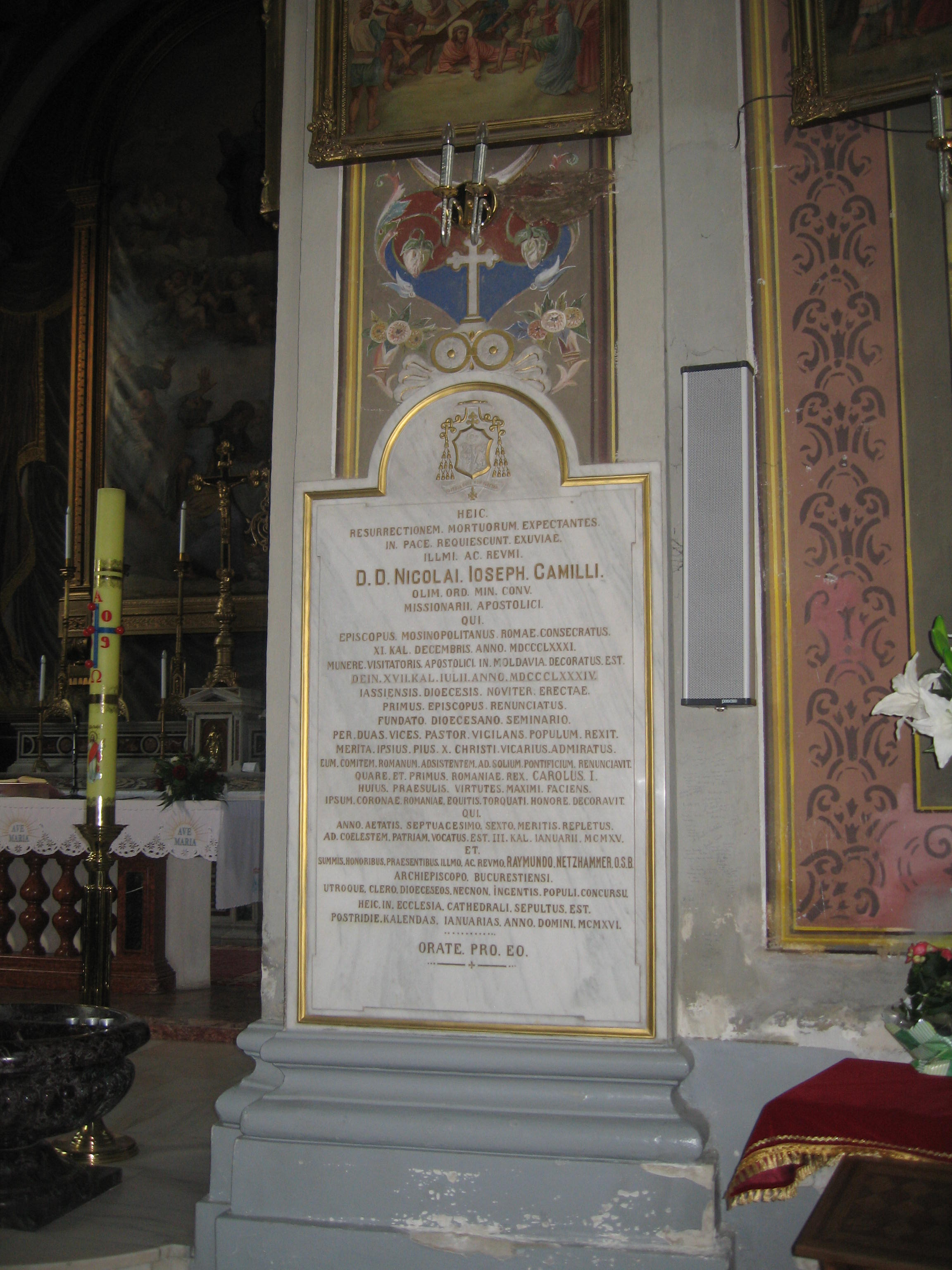
Placa funerară a arhiepiscopului Nicolae Iosif Camilli în Catedrala Adormirea Maicii Domnului din Iași.

Nicolae Iosif Camilli (n. 23 aprilie 1840, Mons Rubianus, Marchia Anconitana, Statele Papale – d. 30 decembrie 1915, Iași, România) a fost un cleric catolic franciscan de origine italiană care a îndeplinit în două rânduri funcția de episcop al Episcopiei Romano-Catolice de Iași (1884-1894 și 1904-1915).

## Biografie
Nicola Giuseppe Camilli s-a născut în satul Monterubbiano din regiunea Marche, în familia lui Antonius Camilli și a Rosei, născută Bongazoni. După ce a urmat școala elementară și complementară, a intrat în mănăstirea franciscanilor conventuali din localitatea natală. A depus profesiunea religioasă solemnă pe 3 aprilie 1857, în mănăstirea franciscană din Osimo. Și-a continuat studiile la Recanati și Ascoli Piceno, unde a fost hirotonit preot pe 4 decembrie 1863. 
A slujit timp de șapte ani ca preot în localitatea natală, apoi alți trei ani într-o altă parohie din Italia, după care, în 1873, a fost trimis de superiorii ordinului ca preot misiune în Moldova. A venit în Moldova pe 3 aprilie 1873 și a activat timp de opt ani ca preot misionar în orașul Iași, capelan și duhovnic al călugărițelor de la mănăstirea „Notre Dame de Sion” și profesor la școala administrată de călugărițe. 
Papa Leon al XIII-lea l-a numit pe 16 septembrie 1881 episcop titular de Mosynopolis și vizitator apostolic al Moldovei. A fost consacrat episcop pe 4 decembrie 1881 de cardinalul Florian-Jules-Félix Desprez, arhiepiscop de Toulouse, asistat de Antonio Maria Grasselli, arhiepiscop titular de Colossae, și de Pietro Pace, episcop de Gozo (Malta). Papa i-a încredințat misiunea de a efectua activitățile organizatorice pregătitoare înființării unei episcopii la 
Iași. Prin bula papală din 27 iunie 1884, Papa Leon al XIII-lea a înființat Episcopia Romano-Catolică de Iași și l-a numit pe Nicolae Iosif Camilli ca primul ei episcop. El a deschis un seminar teologic pentru formarea unui cler indigen al Diecezei de Iași (29 septembrie 1886). Deoarece candidații pentru preoție proveneau în cea mai mare parte din familii sărace el a căutat sprijin în țara sa natală. În 1890 a efectuat o „călătorie pentru strângere de fonduri” în Europa de Vest și a adunat o sumă de bani necesară organizării diecezei. S-a ocupat de construirea de noi biserici, a editat un catehism în limba română și a cerut preoților să folosească limba națională în activitatea pastorală, a efectuat vizite canonice regulate și a orientat pietatea credincioșilor către Sfânta Fecioară Maria prin recitarea zilnică a Sfântului Rozariu. În urma unor neînțelegeri cu clerul franciscan local, la instrucțiunile superiorilor, el a demisionat de la conducerea Episcopiei de Iași pe 10 mai 1894. După ce i-a sfințit pe primii nouă subdiaconi ai Diecezei de Iași, a părăsit România pe 20 noiembrie 1894.
A mers la Roma, după ce a demisionat, iar papa Leon al XIII-lea l-a numit pe 25 februarie 1896 episcop titular de Gadara și pe 27 martie 1901 arhiepiscop titular de Constantia in Scythia. A participat în această perioadă la sfințirea mai multor preoți și episcopi.
După demisia și plecarea din Moldova a episcopului Dominic Jaquet, papa Pius al X-lea l-a numit pentru a doua oară pe arhiepiscopul Nicolae Iosif Camilli, pe 30 august 1904, la conducerea Episcopiei de Iași, cu titlul personal de arhiepiscop pro hac vice. A revenit în Moldova pe 16 decembrie 1904 și și-a continuat activitatea organizatorică desfășurată în primul mandat, organizând parohii și protopopiate, recrutând și formând preoți și dascăli catolici, organizând școli catolice și ordonând arhivele și evidențele parohiale.
Arhiepiscopul Camilli a murit pe 30 decembrie 1915 și a fost înmormântat în Catedrala „Adormirea Maicii Domnului” din Iași.